# Forêt nationale de White Mountain
La forêt nationale de White Mountain (en anglais, White Mountain National Forest) aussi appelée forêt nationale des Montagnes Blanches est une forêt américaine, sous statut de protection fédéral. Elle est située dans les montagnes Blanches, dans les États du Maine et du New Hampshire.
Elle a été créée en 1918, et s'étend sur une surface de 3 034,44 km2.

## Géographie

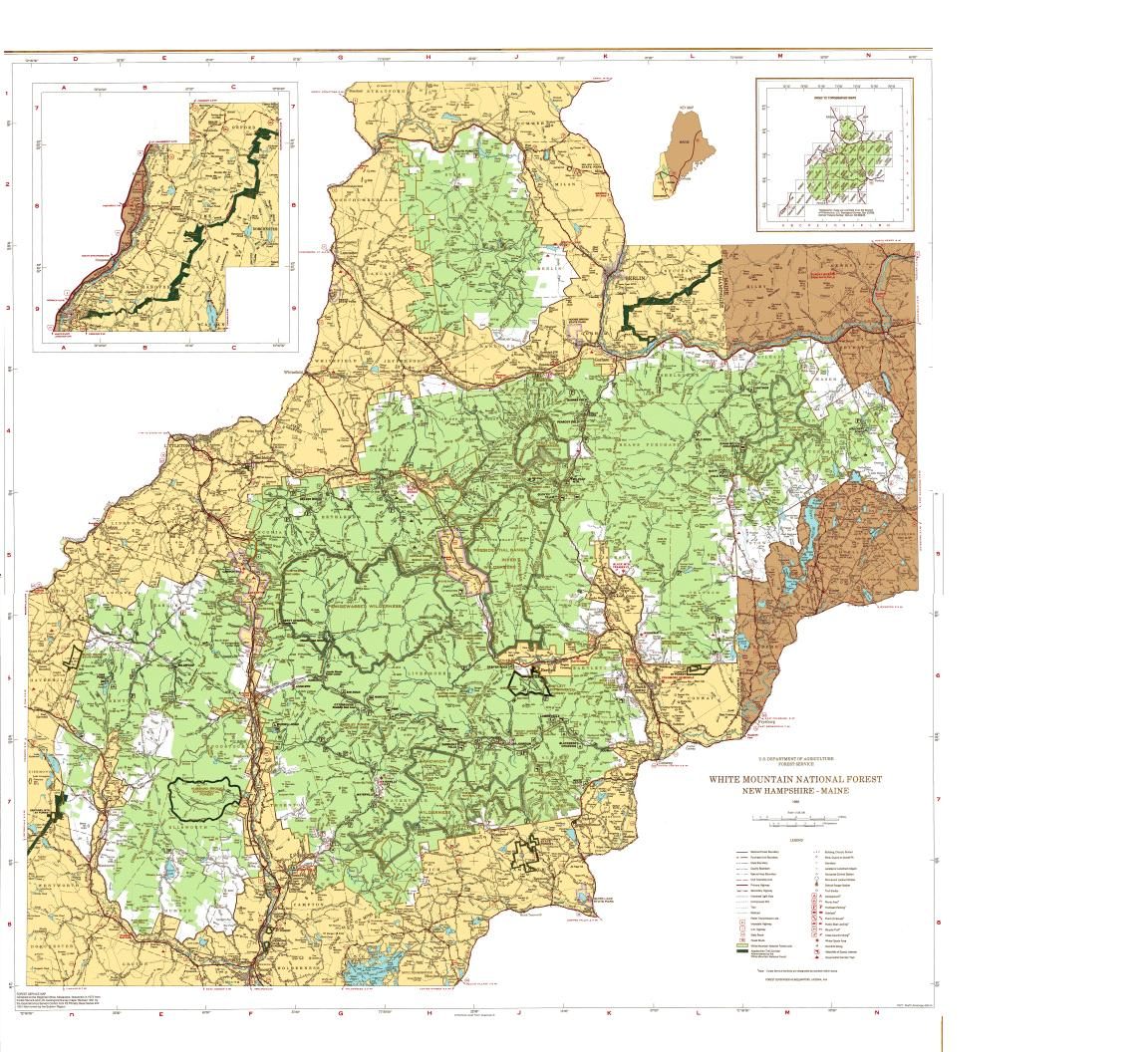
Carte de la forêt nationale de White Mountain.

La forêt, qui couvre une superficie de 3 037,33 km2 est dans les comtés de Coös, de Grafton et de Carroll dans l'État du New Hampshire ainsi que dans le Comté d'Oxford au Maine.
La forêt possède 6 aires sauvages, soit celle de Great Gulf, de Presidential Range-Dry River, de Pemigewasset, de Sandwich Range, Caribou-Speckled Mountain et de Wild River.

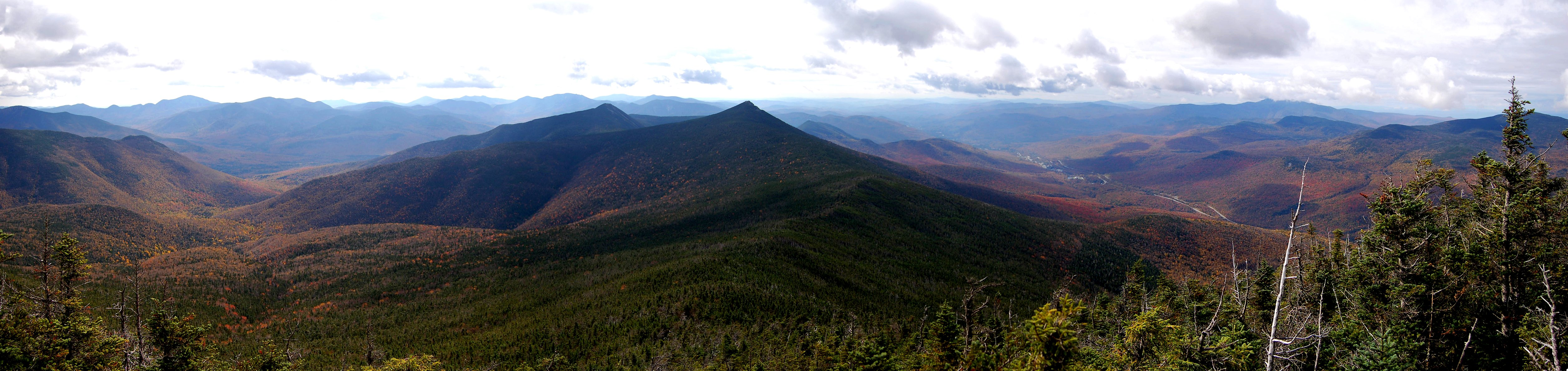
Vue sur les White Mountains.